# Volkshochschule Waltrop
Die Volkshochschule Waltrop (VHS Waltrop) ist eine kommunale Einrichtung für Weiterbildung der Stadt Waltrop im Kreis Recklinghausen (nördliches Ruhrgebiet). Sie arbeitet auf der Grundlage des Weiterbildungsgesetzes (WbG) Nordrhein-Westfalen. Die Angebote stehen allen Personen ab 16 Jahren offen.

## Geschichte und Personal
Gemäß den Vorstellungen der Alliierten nach Ende des Zweiten Weltkriegs wurde die VHS Waltrop zum 1. Januar 1947 gegründet. Das erste Programmangebot umfasste 4 Seiten, 7 Kurse und 6 Vortragsveranstaltungen. Gut 31 Jahre lang wurde die Volkshochschule ehren- bzw. nebenamtlich geleitet. Zum Herbstsemester 1978 wurde sie auf der Grundlage einer veränderten Rechtslage in NRW mit den Volkshochschulen Datteln und Oer-Erkenschwick zur neuen VHS Ostvest (mit Hauptsitz in Datteln) zusammengeführt. Von nun an gab es eine hauptamtliche pädagogische Leitung (Leiter: Erwin Bawulski) und mehrere hauptamtliche pädagogische Mitarbeiter (verantwortlich für die Geschäftsstelle Waltrop: Rolf-Dieter Möhle). Zum 1. Januar 1981 wurde dieser Zweckverband aufgelöst und die VHS Waltrop unter Leitung von Rolf-Dieter Möhle selbständig. Stellvertretender Leiter wurde kurze Zeit später Jürgen Schmidt-Güth. Nach dessen Ausscheiden 1988 übernahm diese Stelle der gebürtige Waltroper Michael-Clemens Schmale, der seit dem Ruhestand von Möhle 2007 auch die VHS leitet. Sein Stellvertreter seitdem ist Andreas Guderian. Ihnen zur Seite stehen ein Verwaltungsleiter, zwei Sachbearbeiterinnen und zwei Teilzeit-Servicekräfte. Den Unterricht übernehmen rund 100 nebenamtlich, auf Honorarbasis tätige Mitarbeiter (VHS-Kursleitende) und zahlreiche Referierende.
Die VHS Waltrop ist Mitglied im Landesverband der Volkshochschulen von NRW, Düsseldorf, ihr Leiter Mitglied im Organisations- und Finanzausschuss (OFA) des Landesverbandes sowie für den Deutschen Volkshochschul-Verband (DVV) Mitglied im Aufsichtsrat des Grimme-Instituts (bis 2017).

## Zahlen
Die VHS Waltrop veröffentlicht einmal jährlich im Sommer ein Jahresprogramm (für das Herbst- und das Frühjahrssemester) mit rund 200 Seiten Umfang (Auflage: ca. 9500 Exemplare) und einem Angebot von etwa 450 Veranstaltungen und rund 9000 Unterrichtsstunden. Hinzu kommt seit 1995 ein Programm der Sommer-VHS, seinerzeit eines der ersten dieser Art in Deutschland. Dieses Zusatzprogramm umfasst den Zeitraum von Mai bis September eines jeden Jahres. Ca. 20 % des jährlichen Unterrichtsvolumens fällt in diesen Zeitraum. Gegenwärtig liegt die durchschnittliche Zahl von jährlichen Anmeldungen bei etwa 6000 bis 7000 insgesamt. Gut ein Drittel dieser Anmeldungen kommen durch auswärtige (Nicht-Waltroper) Teilnehmende. Der öffentliche Zuschuss wird geleistet vom Land NRW und dem Träger, der Stadt Waltrop. Außerdem finanziert sich die Einrichtung durch Teilnehmerentgelte, Projektmittel (z. B. Europäischer Sozialfonds) sowie durch Auftragsmaßnahmen. Sozial Benachteiligte enthalten lt. Satzung entsprechende Ermäßigungen.

## Struktur und Inhalte

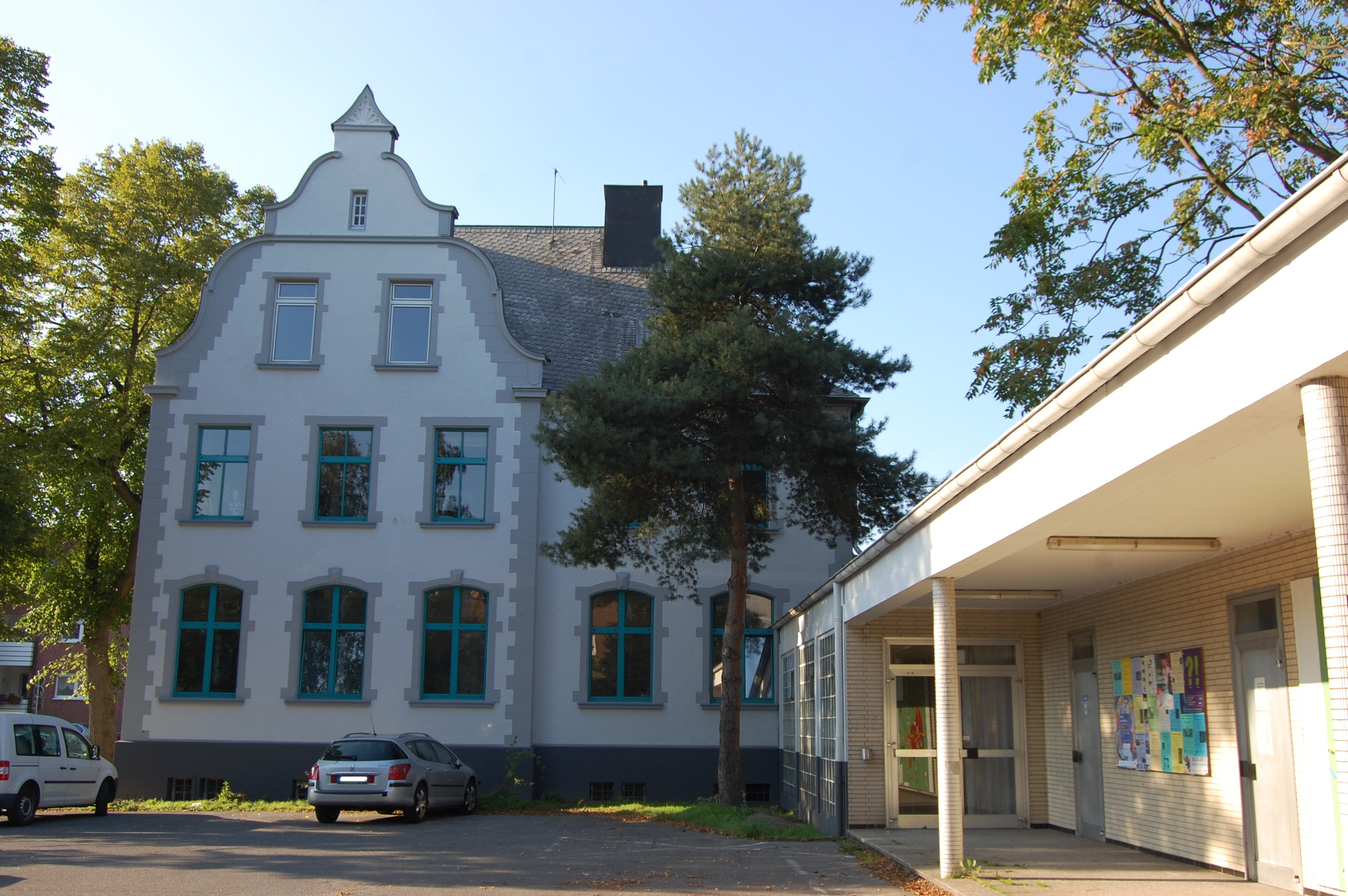
VHS-Gebäude in Waltrop

Die Programmstruktur der VHS Waltrop unterteilt sich im Wesentlichen in sechs Studienbereiche:
| I:   | Aktuelles Forum (Politik, Gesellschaft, Ökologie, Studienreisen)         |
| II:  | Mensch, Familie & Persönlichkeit (Pädagogik, Entspannung, Zielgruppen)   |
| III: | Kultur, Kreativität & Handwerk (Kunst, Musik, Tanz, Literatur)           |
| IV:  | Sprachen (Fremdsprachen, Sprachenforum, Grundbildung)                    |
| V:   | EDV, Schule & Beruf (Computerkurse, Bildungsurlaub, Kommunikation)       |
| VI:  | Gesundheit, Bewegung & Ernährung (Sport, Gymnastik, Aqua- und Kochkurse) |

Über das eigentliche Kerngeschäft der Kurs- und Seminarangebote hinaus bietet die Volkshochschule Waltrop Exkursionen, Studienfahrten, Lesungen, Konzerte, Vortragsveranstaltungen an. Zu den Gästen und Referenten der VHS Waltrop zählten in den letzten Jahren u. a. Egon Bahr, Joachim Gauck, Rita Süssmuth, Franz Müntefering, Norbert Lammert, Heiner Geißler, Gregor Gysi.
Auch Ausstellungen künstlerischer Art sowie zu gesellschaftlichen und geschichtlichen Themen organisiert die VHS in Schulen, im Rathaus, in Banken, im Krankenhaus sowie im Kulturforum Kapelle. Seit 2007 gibt es jährlich eine besondere Veranstaltung zum Semesterauftakt im Herbst.
Viele Bildungs- und Kulturangebote realisiert die VHS Waltrop in Kooperation und/oder mit Unterstützung anderer. Zu nennen sind insbesondere die katholische und evangelische Kirchengemeinde Waltrops, die Waltroper Schulen und das Pädagogische Forum, das Kulturforum Kapelle, örtliche Buchhandlungen, das Krankenhaus St.-Laurentius-Stift, Sparkasse Vest, Volksbank und die Fa. Manufactum, benachbarte Volkshochschulen, städtische Institutionen, der Weltladen für Fairen Handel sowie der Westdeutsche Rundfunk (WDR), der mehrfach Konzerte, Vorträge und Diskussionen (insbesondere jahrelang das „Philosophische Café“) in Waltrop aufgezeichnet und gesendet hat. Mit der „Lebenshilfe“ realisiert die VHS z. T. inklusive Angebote für Menschen mit und ohne Behinderung. In Zusammenarbeit mit der Bürgermeisterin organisiert die VHS federführend zum Tag des Gedenkens an die Opfer des Holocausts am 27. Januar jährlich eine Veranstaltung gegen Rassismus, Antisemitismus und Ausländerfeindlichkeit.

## Weblinks

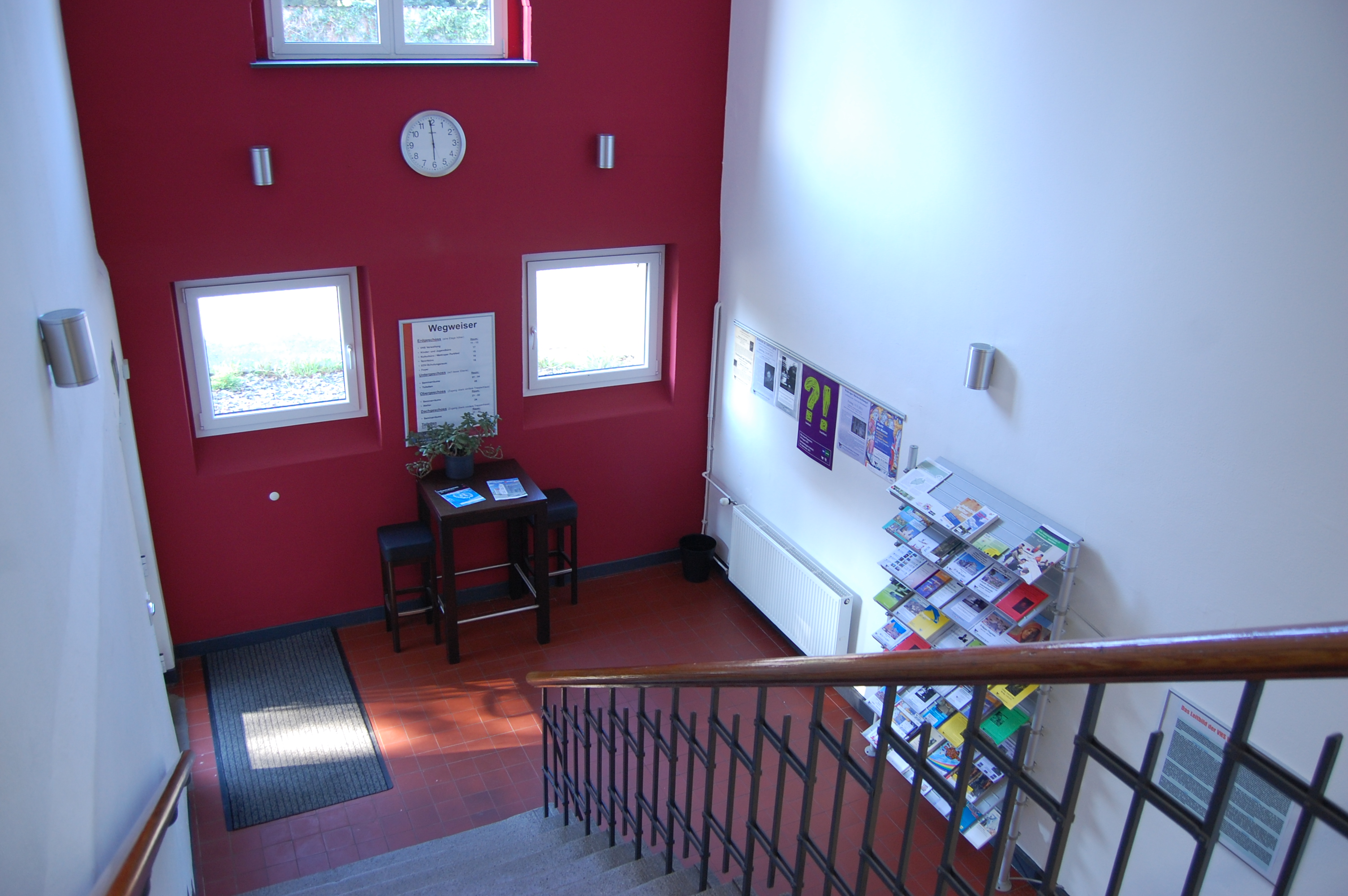
Treppenhaus der VHS Waltrop

## Haus der Bildung und Kultur (HBK)
Die Volkshochschule Waltrop verfügt über ein eigenes Verwaltungs- und Unterrichtsgebäude („Haus der Bildung und Kultur“) an der Ziegeleistraße 14 in der Stadtmitte. Neben den Büroräumen finden die Bürger hier zehn Unterrichtsräume vor, darunter Fachräume für Entspannung, Tanz, EDV, Vorträge, Atelier. Das Gebäude selber (ehemals Amtshaus und Rektoratsschule) datiert von 1907 und wurde mehrfach vergrößert und modernisiert. Im Haus sind zudem weitere Büros des optimierten städtischen Kulturbereichs untergebracht. Auch der ehrenamtliche Kreis der Flüchtlingshilfe nutzt die Räume für erste Deutschkursangebote. Weitere Kurse und Veranstaltungen finden in Sportstätten, Schulen und Bädern sowie u. a. in kirchlichen Einrichtungen statt.